# Sondergericht Freiberg
Das Sondergericht Freiberg war das Sondergericht für das Land Sachsen während der Zeit des Nationalsozialismus. Es bestand von 1933 bis 1945.

## Geschichte

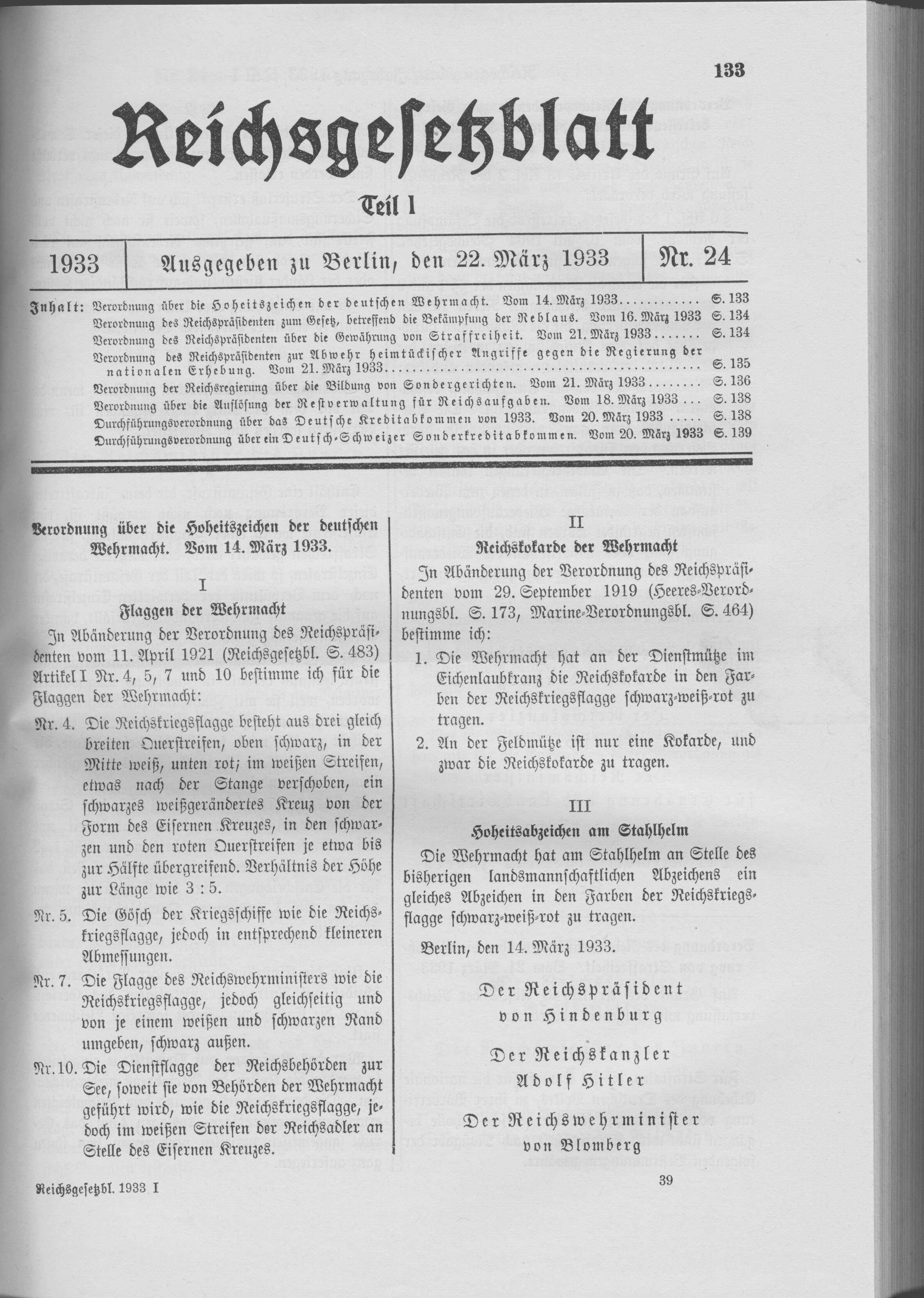
Reichsgesetzblatt

Am 21. März 1933 erließ die Reichsregierung die Verordnung zur Bildung von Sondergerichten, deren Zuständigkeit durch die Verordnung vom 6. Mai 1933 geregelt wurde. Die Sondergerichte waren zunächst zuständig für Straftatbestände, die in der Reichstagsbrandverordnung und der Heimtückeverordnung aufgeführt waren. Die Verordnungen richteten sich gegen die Gegner des Nationalsozialismus. In jedem Oberlandesgerichtsbezirk wurde ein Sondergericht gebildet. In Sachsen wurde das für den Bezirk des Oberlandesgerichts Dresden zuständige Sondergericht nicht in der Landeshauptstadt Dresden eingerichtet, sondern in Freiberg. Am 13. April 1933 nahm das Sondergericht unter Vorsitz des Landgerichtsdirektors Martin Nauck aus Leipzig seine Tätigkeit auf. Die Beisitzer waren Landgerichtsrat Frisicke aus Dresden, Dr. von Böttcher aus Zwickau und Oberstaatsanwalt Friedrich Arnold aus Freiberg. Nach der Versetzung Arnolds nach Zwickau wurde 1934 Friedrich Kranet als Oberstaatsanwalt eingesetzt.
Das Sondergericht verfügte über weitreichende Vollmachten. Seine Entscheidungen waren endgültig. Keiner der Verurteilten konnte in Revision gehen. Kennzeichnend für die Fälle beim Sondergericht war auch die Schnelligkeit der Verfahren, die Tatsache, dass keine Rechtsmittel seitens des Angeklagten zugelassen waren und der Ausschluss des Öffentlichkeit während der Verhandlungen. Ein Großteil der Verurteilten wurde für Taten für schuldig befunden wurden, die heute wohl als Bagatelldelikte gelten würden, wie Diebstahl von Lebensmitteln für den Eigenverzehr.

## Leiter
- März – Juli 1933 Martin Nauck (1883–1939)

## Bekannte Verurteilte
- Otto Auerswald (1900–1962), Leiter des KPD-Unterbezirks Aue-Schwarzenberg
- Karl Göttling (1869–?), Redakteur und Politiker (VRP), MdL – Freispruch
- Martin Helas (1912–1994), Leiter des KJVD-Unterbezirks Leipzig-Mitte
- Elsa Hentschke (1898–1980), KPD-Mitglied
- Amalie Jordt (1914–1942), Zeugin Jehovas
- Herbert Schemmel (1914–2003), Expedient bei der Leipziger Firma Störpsch – Freispruch
- Alfred Schmieder (1883–1942), Dresdner Arbeiterfunktionär
- Arno Straube (1915–1945), Funktionär des Kommunistisches Jugendverbands Deutschlands